# Александровка (Зав'яловський район)
Алекса́ндровка (рос. Александровка) — селище у складі Зав'яловського району Алтайського краю, Росія. Входить до складу Чернавської сільської ради.

## Населення
Населення — 246 осіб (2010; 292 у 2002).
Національний склад (станом на 2002 рік):
- росіяни — 93 %